# Penywyrlod

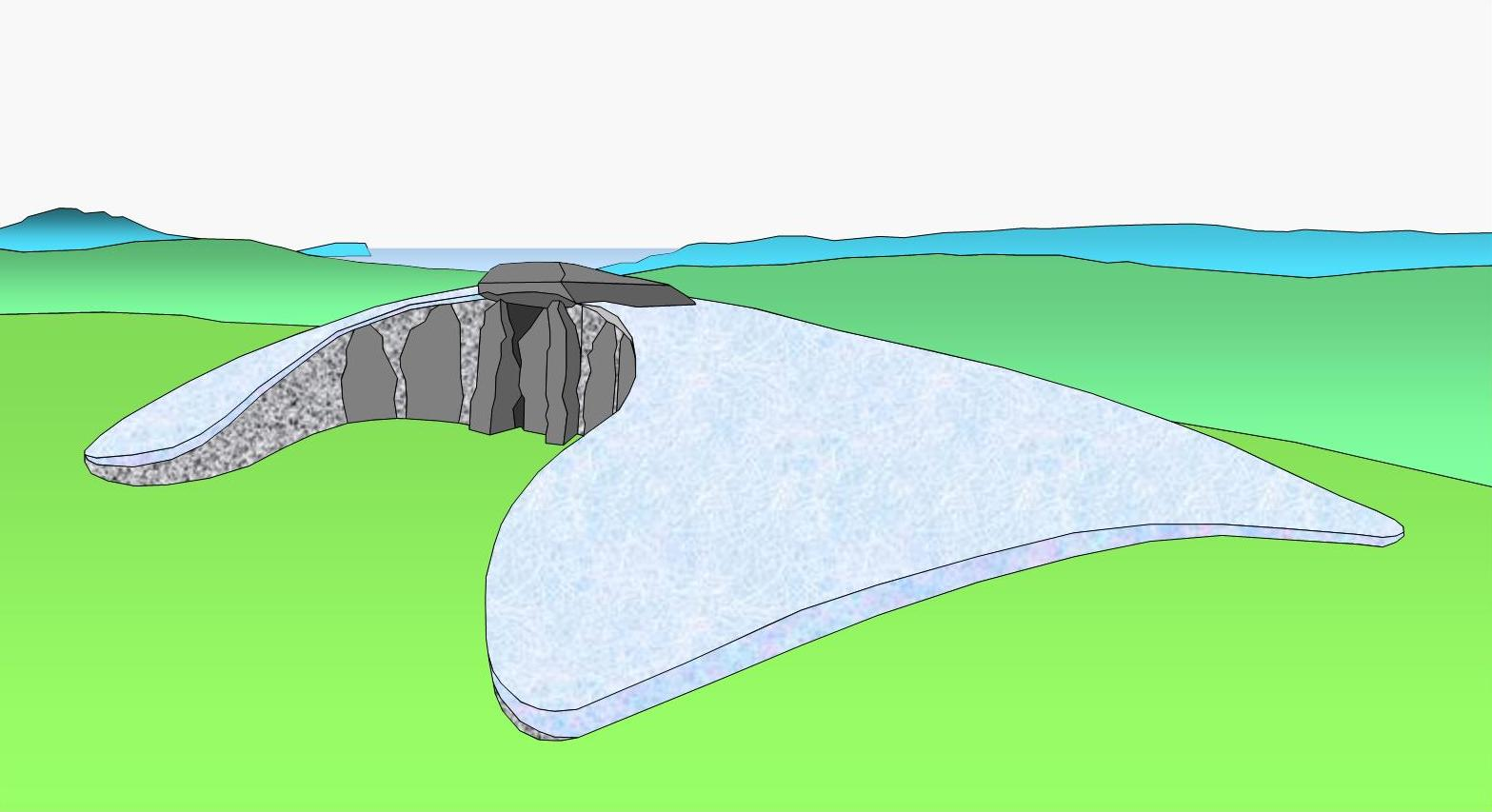
Schema Cotswold Severn Tomb – Fassade aus Trockenmauerwerk

Das im Jahre 1972 entdeckte Kammergrab (englisch chambered tomb) von Penywyrlod (auch Pen-y-Wyrlod, Penyrwrlodd oder Talgarth) liegt im Norden des Brecon-Beacons-Nationalparks westlich der A479 und südlich von Talgarth in Powys in den Black Mountains in Südwales. Ein gleichnamiger Anlagenrest von Penywyrlod liegt bei Llanigon.

## Beschreibung
Er ist der größte etwa 50 m lange und über 25 m breite, so genannte „Chambered Long Cairn“ des Typs Cotswold Severn Tomb, der etwa vier Meter hoch ist. 
Die Anlage ist relativ gut erhalten, lediglich im Südosten fehlt ein großes Stück des Cairns, wodurch drei Kammern und die Struktur des Hügelaufbaus sichtbar werden. Es scheint, dass der Cairn ursprünglich von Randsteinen eingefasst war. Im beschädigten Teil wurde im Juni 1972 von Savory gegraben. Es wurde eine Anzahl menschlicher Überreste zusammen mit einer Knochenflöte und einigen bearbeiteten Flintstücken gefunden. Die beschädigten Kammern liegen im Südwesten und im Südosten. Nahe der Nordseite liegen die Überreste eines weiteren Zugangs. Wahrscheinlich sind noch mehr Kammern unter dem Hügel verborgen. Am Südende liegen einige massive Steine, von denen einer etwa drei Meter hoch ist und die Scheintür bildet.

## In der Nähe
- Die Anlage von Afon Llynfi liegt einen Kilometer westlich.
- Die Denkmäler von Ffostyll, Ty Isaf, Mynydd Troed und das Welsh Crannóg Centre liegen innerhalb eines Radius von etwa fünf Kilometern.